# Campionatul Mondial de Atletism din 2022 - 35 km marș (masculin)
Proba masculină de 35 de km marș de la Campionatul Mondial de Atletism din 2022 a avut loc la data de 24 iulie 2022 pe Hayward Field din Eugene, SUA.

## Timpul de calificare
Timpul standard pentru calificare automată în finală a fost 2:33:00 sau 3:50:00 pentru 50 de kilometri.

## Program
Ora este ora SUA (UTC-7) 
| Data                    | Oră   | Etapă  |
| ----------------------- | ----- | ------ |
| Duminică, 24 iulie 2022 | 06:15 | Finala |

## Rezultate
Au participat 50 de sportivi.
| Loc | Nume                   | Țară                       | Timp    | Note    |
| --- | ---------------------- | -------------------------- | ------- | ------- |
| 1   | Massimo Stano          | Italia                     | 2:23:14 | RCo, RN |
| 2   | Masatora Kawano        | Japonia                    | 2:23:15 | RC      |
| 3   | Perseus Karlström      | Suedia                     | 2:23:44 | PB      |
| 4   | Brian Pintado          | Ecuador                    | 2:24:37 | RC      |
| 5   | He Xianghong           | China                      | 2:24:45 | RN      |
| 6   | Evan Dunfee            | Canada                     | 2:25:02 | RC      |
| 7   | Caio Bonfim            | Brazilia                   | 2:25:14 | RN      |
| 8   | Éider Arévalo          | Columbia                   | 2:25:21 | RN      |
| 9   | Tomohiro Noda          | Japonia                    | 2:25:29 | PB      |
| 10  | Miguel Ángel López     | Spania                     | 2:25:58 | RN      |
| 11  | Ricardo Ortíz          | Mexic                      | 2:27:11 | RN      |
| 12  | Ever Palma             | Mexic                      | 2:27:55 | PB      |
| 13  | Aleksi Ojala           | Finlanda                   | 2:28:22 | RN      |
| 14  | Aurélien Quinion       | Franța                     | 2:28:46 | RN      |
| 15  | Zhaxi Yangben          | China                      | 2:28:56 | PB      |
| 16  | César Rodríguez        | Peru                       | 2:29:24 | RN      |
| 17  | Xu Hao                 | China                      | 2:29:55 | PB      |
| 18  | Rhydian Cowley         | Australia                  | 2:30:34 | RN      |
| 19  | Dawid Tomala           | Polonia                    | 2:30:47 | PB      |
| 20  | Wayne Snyman           | Africa de Sud              | 2:31:15 | RC      |
| 21  | Miroslav Úradník       | Slovacia                   | 2:31:16 | PB      |
| 22  | José Luis Doctor       | Mexic                      | 2:32:43 |         |
| 23  | Vít Hlaváč             | Cehia                      | 2:32:50 | RN      |
| 24  | Andrés Chocho          | Ecuador                    | 2:33:28 |         |
| 25  | Brendan Boyce          | Irlanda                    | 2:33:31 | SB      |
| 26  | Daisuke Matsunaga      | Japonia                    | 2:33:56 |         |
| 27  | Marius Žiūkas          | Lituania                   | 2:34:16 | RN      |
| 28  | Diego Pinzón           | Columbia                   | 2:34:26 | PB      |
| 29  | Alexandros Papamichail | Grecia                     | 2:34:48 | RN      |
| 30  | Érick Bernabé Barrondo | Guatemala                  | 2:35:01 |         |
| 31  | Dominik Černý          | Slovacia                   | 2:35:39 | PB      |
| 32  | Álvaro López           | Spania                     | 2:36:20 |         |
| 33  | Artur Mastianica       | Lituania                   | 2:36:25 | PB      |
| 34  | Karl Junghannß         | Germania                   | 2:38:50 |         |
| 35  | Georgiy Sheiko         | Kazhsatan                  | 2:39:47 |         |
| 36  | Nick Christie          | Statele Unite ale Americii | 2:41:08 | SB      |
| 37  | Arnis Rumbenieks       | Letonia                    | 2:42:47 |         |
| 38  | Marius Iulian Cocioran | România                    | 2:43:27 |         |
| 39  | Rui Coelho             | Portugalia                 | 2:44:55 | SB      |
| 40  | Carl Dohmann           | Germania                   | 2:45:44 |         |
|     | Jhonatan Amores        | Ecuador                    |         | NT      |
|     | Carl Gibbons           | Australia                  |         | NT      |
|     | Luis Henry Campos      | Peru                       |         | NT      |
|     | José Montana           | Columbia                   |         | NT      |
|     | João Vieira            | Portugalia                 |         | NT      |
|     | Andrea Agrusti         | Italia                     |         | DS      |
|     | Artur Brzozowski       | Polonia                    |         | DS      |
|     | Aku Partanen           | Finlanda                   |         | DS      |
|     | Luis Ángel Sánchez     | Guatemala                  |         | DS      |
|     | Marc Tur               | Spania                     |         | DS      |